# Hrabstwo Callaway
Hrabstwo Callaway (ang. Callaway County) – hrabstwo w stanie Missouri w Stanach Zjednoczonych. Obszar całkowity hrabstwa obejmuje powierzchnię 847,03 mil2 (2 194 km²). Według danych z 2010 r. hrabstwo miało 44 332 mieszkańców. Hrabstwo powstało w 1820 roku i nosi imię Jamesa Callawaya - kapitana Armii Stanów Zjednoczonych poległego w bitwie z Indianami w 1815, wnuka Daniela Boonea.

## Sąsiednie hrabstwa
- Hrabstwo Audrain (północ)
- Hrabstwo Montgomery (wschód)
- Hrabstwo Gasconade (południowy wschód)
- Hrabstwo Osage (południe)
- Hrabstwo Cole (południowy zachód)
- Hrabstwo Boone (zachód)

## Miasta i miejscowości
- Auxvasse
- Fulton
- Holts Summit
- Jefferson City
- Mokane
- New Bloomfield

## Wioski
- Kingdom City
- Lake Mykee Town